# パトリック・マクドナルド
パトリック・マクドナルド （Patrick Joseph McDonald、1878年7月29日 - 1954年5月16日）は、アメリカ合衆国の陸上競技選手。投てき種目の選手として1912年ストックホルムオリンピックと1920年アントワープオリンピックの2大会に出場。
ストックホルムオリンピックでは砲丸投で金メダルを獲得。さらにこの大会だけ行われた砲丸投（両手投げ）にも出場し、同じアメリカのラルフ・ローズに次いで銀メダルを獲得した。
マクドナルドは第一次世界大戦後の1920年アントワープオリンピックに出場し、開会式においてアメリカ選手団の旗手を務めた。セントルイスオリンピック以来16年ぶりに実施されこの大会が最後となった重錘投げ(56lb:25.4kg)で金メダルを獲得している。
また、マクドナルドは1924年パリオリンピックでも開会式で旗手を務めている。